# Équipe d'Algérie féminine de volley-ball
L'équipe d'Algérie féminine de volley-ball est composée des meilleures joueuses algériennes sélectionnées par la Fédération algérienne de volley-ball (FAVB). Elle est actuellement classée au 46e rang de la FIVB au 25 août 2023.

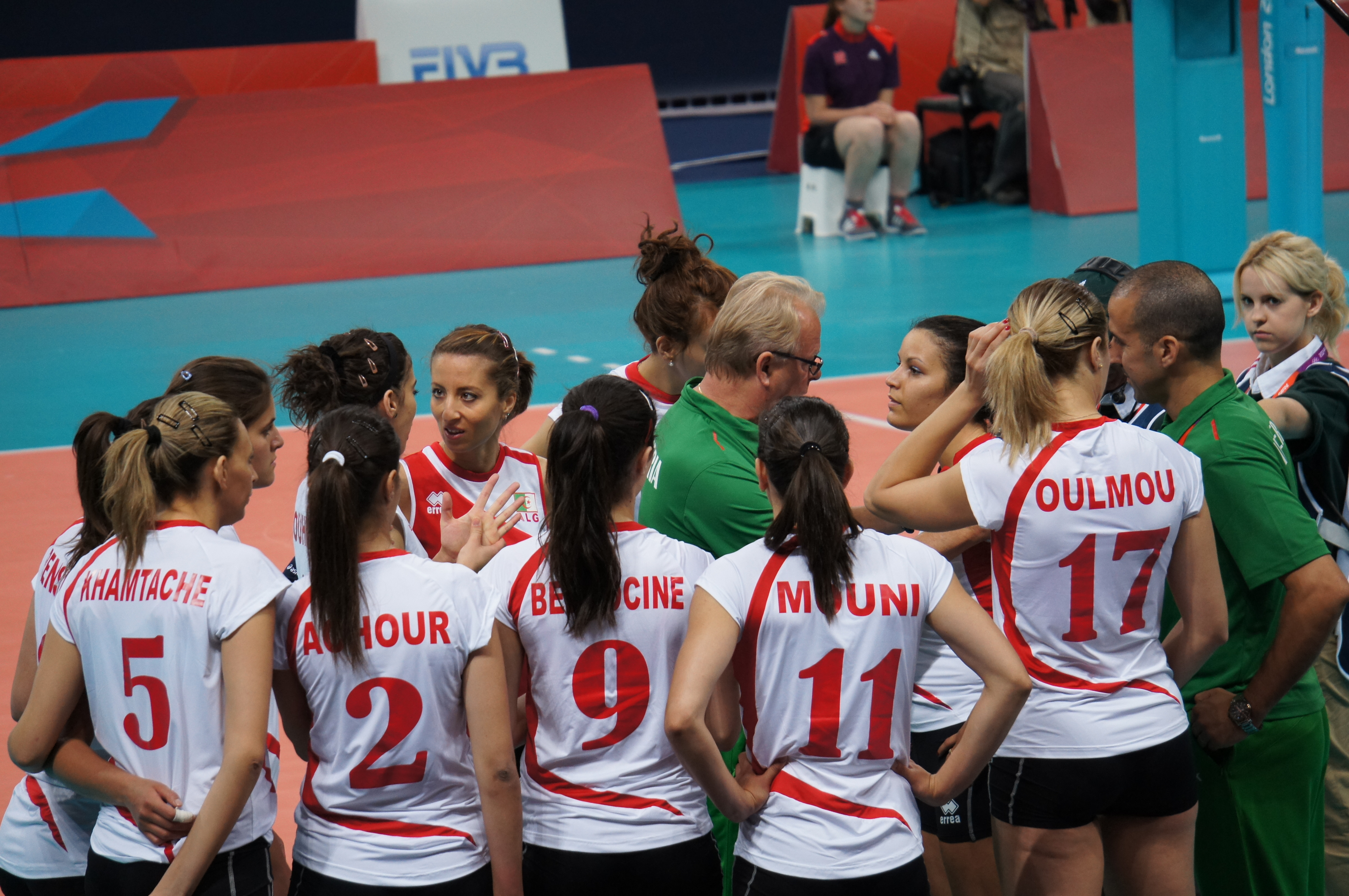
Équipe d'Algérie aux Jeux olympiques de 2012

## Palmarès et parcours

### Palmarès
- Championnat d'Afrique féminin de volley-ball (1):
  -  Championne : 2009
  -    Finaliste : 2007, 2011, 2015
  - Quatrième : 1976, 1985, 1987, 2003
- Jeux africains (3):
  - 1978:  
  - 2007:  
  - 2011:
- Championnat Arabe des Nations Féminin  :
  - 1988 :
- Jeux panarabes :
  -   Finaliste : 1997, 2011

### Jeux méditerranéens
Parcours de l'équipe d'Algérie féminine de volley-ball aux Jeux méditerranéens :
- 1975: 5e
- 1983: 6e
- 2009: 7e
- 2018: 9e
- 2022: 11e

### Résultats aux jeux méditerranéens
- Edition 1975 :
- Algérie / Italie (0-3), Algérie / Yougoslavie (0-3), Algérie / Egypte (0-3), Algérie / Turquie (0-3).
- Edition 1983 :
- Maroc / Algérie (1-3), Algérie / France (0-3), Algérie / Turquie (0-3).

### Jeux africains
Parcours de l'équipe d'Algérie féminine de volley-ball aux Jeux africains :
- 1978:
- 2003: 5e
- 2007:
- 2011:
- 2015: 5e

#### Championnat du monde
Parcours de l'équipe d'Algérie féminine de volley-ball au Championnat du monde :

#### Jeux Olympiques
Parcours de l'équipe d'Algérie féminine de volley-ball aux Jeux Olympiques :

#### Grand Prix
Parcours de l'équipe d'Algérie féminine de volley-ball au Grand Prix :

#### Coupe du monde
Parcours de l'équipe d'Algérie féminine de volley-ball en Coupe du monde :

#### Championnats d'Afrique
Parcours de l'équipe d'Algérie féminine de volley-ball aux Championnats d'Afrique :

## Équipe actuelle

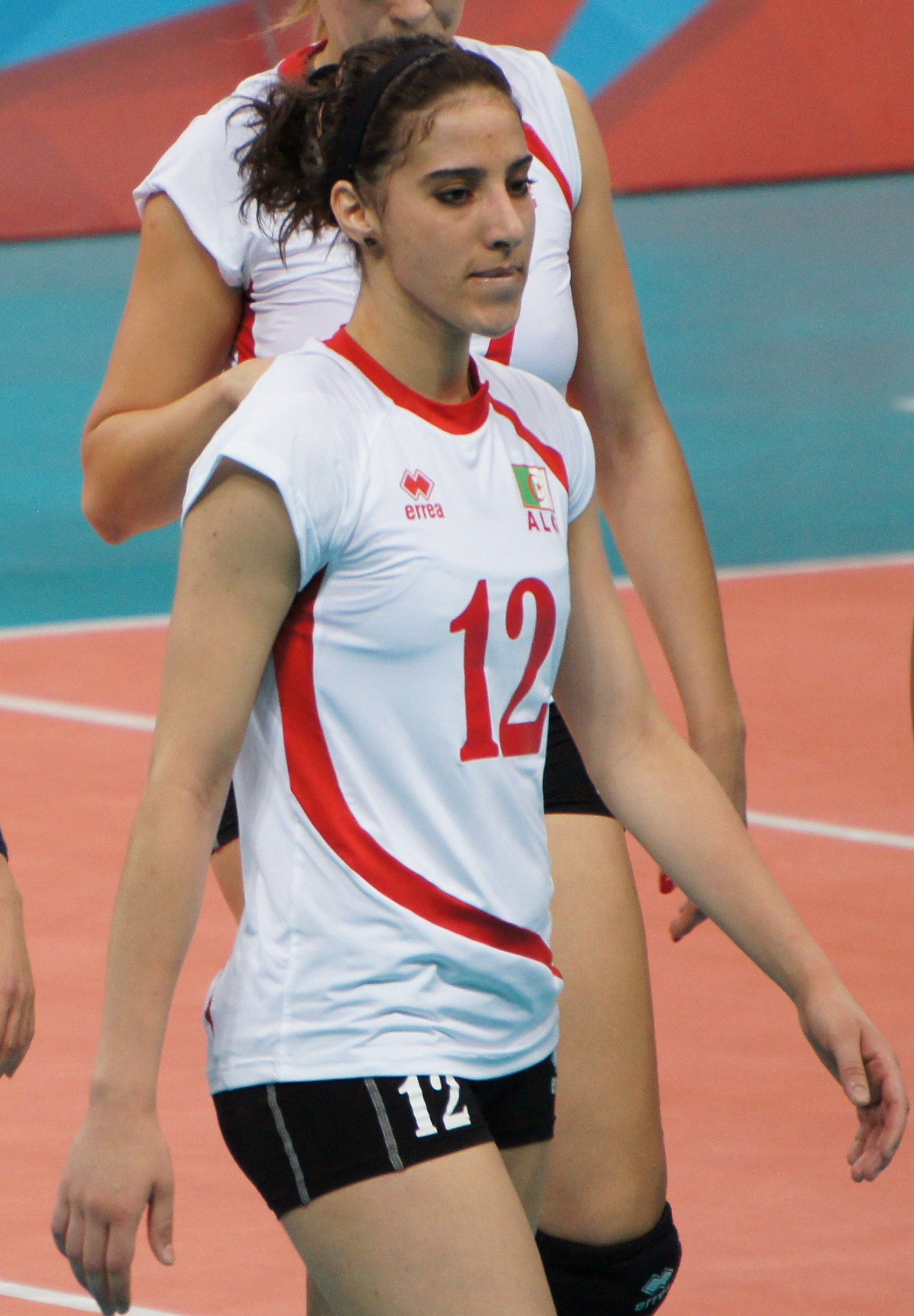
Safia Boukhima qui occupe le poste de réceptionneuse-attaquante pour l'équipe d'Algérie féminine de volley-ball.

### Sélection pour leGrand Prix mondial de volley-ball 2015
| No                                        | Nom                                       | Date de naissance                         | Taille | Poids | Poste                        | Club                         |
| ----------------------------------------- | ----------------------------------------- | ----------------------------------------- | ------ | ----- | ---------------------------- | ---------------------------- |
| 1                                         | Nadira Ait Oumghar                        | 9 octobre 1994                            | 182    | 73    | Attaquant                    | Seddouk VB                   |
| 2                                         | Zahra Guimour                             | 22 novembre 1996                          | 172    | 58    |                              | GS Chlef                     |
| 3                                         | Salima Hamouche                           | 17 janvier 1984                           | 158    | 54    | Libero                       | GS pétroliers                |
| 4                                         | Yasmine Abderrahim                        | 16 avril 1999                             | 175    | 56    |                              | ASW Béjaïa                   |
| 5                                         | Jasmin Belguendouz                        | 11 juin 1997                              | 175    | 65    | Réceptionneur-attaquant      | Allianz Stuttgart            |
| 6                                         | Yasmine Oudni                             | 2 août 1989                               | 176    | 61    | Central                      | GS pétroliers                |
| 7                                         | Chettout Kahina                           | 20 mai 1992                               | 168    | 60    | Passeur                      | NR Chlef                     |
| 8                                         | Zohra Bensalem                            | 5 avril 1990                              | 178    | 68    | Réceptionneur-attaquant      | GS pétroliers                |
| 9                                         | Yasmine Oussalah                          | 4 juillet 1993                            | 174    | 60    | Passeur                      | ASW Béjaïa                   |
| 10                                        | Fatima Zahra Oukazi                       | 18 janvier 1984                           | 175    | 67    | Passeur                      | GS pétroliers                |
| 11                                        | Mouni Abderrahim                          | 19 novembre 1985                          | 171    | 60    | Réceptionneur-attaquant      | MB Béjaïa                    |
| 12                                        | Safia Boukhima                            | 10 janvier 1991                           | 176    | 64    | Réceptionneur-attaquant      | GS pétroliers                |
| 13                                        | Nawal Mansouri                            | 1er août 1985                             | 174    | 64    | Libero                       | MB Béjaïa                    |
| 14                                        | Bekhta Rabah-Mazari                       | 5 mai 1998                                | 175    | 65    | Réceptionneur-attaquant      | NR Chlef                     |
| 15                                        | Aicha Mezemate                            | 6 juin 1991                               | 187    | 65    | Central                      | GS pétroliers                |
| 16                                        | Celia Bourihane                           | 22 janvier 1995                           | 177    | 60    | Réceptionneur-attaquant      | NC Béjaïa                    |
| 17                                        | Lydia Oulmou                              | 2 février 1986                            | 181    | 59    | Central                      | Hainaut Volley               |
| 18                                        | Redouani Amina                            | 9 septembre 1984                          | 180    | 60    | Libero                       | Romans Volleyball            |
| 19                                        | Kahina Arbouche                           | 4 septembre 1993                          | 175    | 60    | Attaquant                    | ASW Béjaïa                   |
| 20                                        | Nawel Hammouche                           | 25 avril 1997                             | 181    | 62    | Central                      | NC Béjaïa                    |
| 21                                        | Insaf Zoubida Haddou                      | 16 janvier 1992                           | 165    | 60    |                              | NR Chlef                     |
| 22                                        | Silya Magnana                             | 16 mars 1991                              | 180    | 71    | Passeur                      | MB Béjaïa                    |
| 23                                        | Rayhana Miloud Hocine                     | 3 janvier 1996                            | 162    | 52    |                              | WO Chlef                     |
| 24                                        | Dallal Merwa Achour                       | 3 novembre 1994                           | 175    | 60    | Central                      | ASV Blida                    |
|                                           |                                           |                                           |        |       |                              |                              |
| Encadrement technique                     | Encadrement technique                     |                                           |        |       | Légende                      | Légende                      |
| Entraîneur : François Salvagni            | Entraîneur : François Salvagni            | Entraîneur : François Salvagni            |        |       | : Capitaine                  | : Capitaine                  |
| Entraîneur(s) adjoint(s) : Nabil Tennoune | Entraîneur(s) adjoint(s) : Nabil Tennoune | Entraîneur(s) adjoint(s) : Nabil Tennoune |        |       | : Joueur blessé actuellement | : Joueur blessé actuellement |
| Manager général : Khaled Belkacemi        |                                           |                                           |        |       |                              |                              |

## Composition de l'équipe d'Algérie

### Joueuses emblématiques

#### Joueuses importantes
| Joueuse les plus sélectionnés                                                                | Joueuse les plus sélectionnés | Joueuse les plus sélectionnés |
| -------------------------------------------------------------------------------------------- | ----------------------------- | ----------------------------- |
| Joueuse                                                                                      | Carrière                      | Sélections                    |
| Mouni Abderrahim                                                                             | 2001-2012                     | 120                           |
| Faïza Tsabet                                                                                 | 2001-2012                     | 109                           |
| Narimene Madani                                                                              | 2001-2010                     | 90                            |
| Fatima Zahra Oukazi                                                                          | 2001-2015                     | 86                            |
| Lydia Oulmou                                                                                 | 2001-2015                     | 86                            |
| Nawal Mansouri                                                                               | 2001-2017                     | 68                            |
| Safia Boukhima                                                                               | 2008-2017                     | 65                            |
| Tassadit Aissou                                                                              | 2007-2017                     | 50                            |
|                                                                                              | -                             |                               |
|                                                                                              | -                             |                               |
|                                                                                              | -                             |                               |
|                                                                                              | -                             |                               |
|                                                                                              | -                             |                               |
|                                                                                              | -                             |                               |
|                                                                                              | -                             |                               |
|                                                                                              | -                             |                               |
|                                                                                              | -                             |                               |
|                                                                                              | -                             |                               |
|                                                                                              | -                             |                               |
|                                                                                              | -                             |                               |
| Dernière mise à jour : après Algérie-Kenya du 6/07/2015 En gras les joueurs toujours actifs. |                               |                               |

Attaquants
| - Kahina Arbouche* |

Centraux
| - Aicha Mezemate* - Lydia Oulmou* - Yasmine Oudni* |

Libero
| - Nawal Mansouri* - Salima Hamouche* - Redouani Amina* |

Passeurs
| - Fatima Zahra Oukazi* - Silya Magnana* - Sehryne Hennaoui |

Réceptionneurs-attaquants
| - Safia Boukhima* - Mouni Abderrahim* - Zohra Bensalem* | - Mélinda Hennaoui - Narimene Madani - Faïza Tsabet | - Tassadit Aissou |

(*) en activité avec l’équipe nationale

## Statistiques
- Nombre de participations en phase finale d'un Championnat du monde de volley-ball féminin : 1 sur 17.
- Nombre de participations en phase finale des Jeux Olympiques : 2 sur 13.
- Nombre de participations en phase finale d'un Grand Prix : 4 sur 24.
- Nombre de participations en phase finale d'une Coupe du monde : 2 sur 12.
- Nombre de participations en phase finale du Championnat d'Afrique de volley-ball féminin : 8 sur 17.

### Les joueurs
Dernière mise à jour le 18e juillet 2017
| Joueurs                   | Championnat du monde | Championnat du monde | Jeux Olympiques | Jeux Olympiques | Grand Prix | Grand Prix | Coupe du monde | Coupe du monde | TOTAL | TOTAL    |
| Joueurs                   | match                | points               | match           | points          | match      | points     | match          | points         | match | points   |
| ------------------------- | -------------------- | -------------------- | --------------- | --------------- | ---------- | ---------- | -------------- | -------------- | ----- | -------- |
| Safia Boukhima            | 5                    | (24pts)              | 9               | (40pts)         | 27         | (204pts)   | 11             | (44pts)        | 52    | (310pts) |
| Mouni Abderrahim          | 2                    | (1pt)                | 10              | (47pts)         | 19         | (58pts)    | 11             | (23pts)        | 42    | (129pts) |
| Tassadit Aissou           | 5                    | (12pts)              | 6               | (19pts)         | 14         | (40pts)    | 11             | (16pts)        | 36    | (87pts)  |
| Celia Magnana             | 1                    | (0pt)                | -               | -               | 20         | (11pts)    | 14             | (9pts)         | 35    | (20pts)  |
| Nawal Mansouri            | 5                    | (0pt)                | 10              | (0pt)           | 20         | (1pt)      | -              | -              | 35    | (1pt)    |
| Aicha Mezemate            | -                    | -                    | -               | -               | 27         | (118pts)   | 8              | (27pts)        | 35    | (145pts) |
| Lydia Oulmou              | 5                    | (33pts)              | 10              | (76pts)         | 10         | (76pts)    | 8              | (56pts)        | 33    | (208pts) |
| Fatima Zahra Oukazi       | 5                    | (6pts)               | 5               | (8pts)          | 6          | (31pts)    | 11             | (28pts)        | 27    | (73pts)  |
| Kahina Arbouche           | -                    | -                    | -               | -               | 25         | (160pts)   | -              | -              | 25    | (160pts) |
| Salima Hamouche           | 5                    | (0pt)                | 4               | (0pt)           | 3          | (0pt)      | 11             | (0pt)          | 23    | (0pt)    |
| Nawel Hammouche           | -                    | -                    | -               | -               | 11         | (17pts)    | 11             | (51pts)        | 22    | (68pts)  |
| Yasmine Abderrahim        | -                    | -                    | -               | -               | 22         | (125pts)   | -              | -              | 22    | (125pts) |
| Faïza Tsabet              | 5                    | (46pts)              | 5               | (38pts)         | -          | -          | 10             | (112pts)       | 20    | (196pts) |
| Dallal Merwa Achour       | -                    | -                    | 2               | (0pt)           | 15         | (32pts)    | -              | -              | 17    | (32pts)  |
| Chahla Benmokhtar         | -                    | -                    | -               | -               | -          | -          | 16             | (27pts)        | 16    | (27pts)  |
| Kahina Chettout           | -                    | -                    | -               | -               | 16         | (26pts)    | -              | -              | 16    | (26pts)  |
| Chanez Ayadi              | -                    | -                    | -               | -               | 6          | - (10pts)  | 10             | (3pts)         | 16    | (13pts)  |
| Safia Imadali             | -                    | -                    | -               | -               | -          | -          | 15             | (27pts)        | 15    | (27pts)  |
| Melissa Kasri             | -                    | -                    | -               | -               | 4          | (3pts)     | 10             | (20pts)        | 14    | (23pts)  |
| Zahra Guimour             | -                    | -                    | -               | -               | 14         | (39pts)    | -              | -              | 14    | (39pts)  |
| Amira Sadi                | -                    | -                    | -               | -               | 5          | (0pt)      | 8              | (2pts)         | 13    | (2pts)   |
| Nadira Ait Oumghar        | -                    | -                    | -               | -               | 2          | (0pt)      | 11             | (39pts)        | 13    | (39pts)  |
| Celia Bourihane           | -                    | -                    | 4               | (1pt)           | 7          | (30pts)    | -              | -              | 11    | (31pts)  |
| Mélinda Hennaoui          | -                    | -                    | -               | -               | -          | -          | 11             | (25pts)        | 11    | (25pts)  |
| Ryma Mebarki              | -                    | -                    | -               | -               | -          | -          | 11             | (0pt)          | 11    | (0pt)    |
| Zohra Bensalem            | 5                    | (28pts)              | 5               | (55pts)         | -          | -          | -              | -              | 10    | (83pts)  |
| Yasmine Oudni             | -                    | -                    | -               | -               | -          | -          | 10             | (21pts)        | 10    | (21pts)  |
| Fatima Zahra Djouad       | 1                    | (2pts)               | -               | -               | -          | -          | 8              | (9pts)         | 9     | (11pts)  |
| Sarra Belhocine           | -                    | -                    | -               | -               | -          | -          | 9              | (7pts)         | 9     | (7pts)   |
| Siham Saoud               | -                    | -                    | -               | -               | 8          | (5pts)     | -              | -              | 8     | (5pts)   |
| Amel Zaidi                | -                    | -                    | -               | -               | -          | -          | 7              | (13pts)        | 7     | (13pts)  |
| Nour El Houda Bouregua    | -                    | -                    | -               | -               | -          | -          | 7              | (9pts)         | 7     | (9pts)   |
| Redouani Amina            | -                    | -                    | -               | -               | 6          | (50pts)    | -              | -              | 6     | (50pts)  |
| Fahima Brahmi             | -                    | -                    | -               | -               | 6          | (17pts)    | -              | -              | 6     | (17pts)  |
| Wissem Samia Dali         | -                    | -                    | -               | -               | 6          | (0pt)      | -              | -              | 6     | (0pt)    |
| Yasmine Oussalah          | -                    | -                    | -               | -               | 6          | (0pt)      | -              | -              | 6     | (0pt)    |
| Bekhta Rabah-Mazari       | -                    | -                    | -               | -               | 6          | (16pts)    | -              | -              | 6     | (16pts)  |
| Kahina Bounser            | -                    | -                    | -               | -               | 6          | (0pt)      | -              | -              | 6     | (0pt)    |
| Nassima Saleha Benhamouda | -                    | -                    | 5               | (16pts)         | -          | -          | -              | -              | 5     | (16pts)  |
| Sehryne Hennaoui          | -                    | -                    | 5               | (11pts)         | -          | -          | -              | -              | 5     | (11pts)  |
| Narimene Madani           | 2                    | (1pt)                | 3               | (5pts)          | -          | -          | -              | -              | 5     | (6pts)   |
| Amel Khamtache            | -                    | -                    | 4               | (13pts)         | -          | -          | -              | -              | 4     | (13pts)  |
| Rayhana Miloud Hocine     | -                    | -                    | -               | -               | 4          | (0pt)      | -              | -              | 4     | (0pt)    |
| Raouya Rouabhia           | -                    | -                    | 4               | (10pts)         | -          | -          | -              | -              | 4     | (10pts)  |